# 베른 브뤼넨 서역
베른 브뤼넨 서역(독일어: Bahnhof Bern Brünnen Westside)은 스위스 베른주 베른에 있는 기차역이다. BLS AG의 표준궤 베른-뇌샤텔선의 중간 정류장이다.

## 운행편
2020년 12월 시간표 변경에 따라 다음 서비스는 베른 브뤼넨 서역에서 정차한다.
- 베른 S-반 :
  - S5 : 베른과 뇌샤텔 또는 무어텐/모라 사이의 시간별 서비스 러시아워 열차는 무어텐/모라에서 파예른.
  - S51 : 베른까지 30분 간격 운행.
  - S52: 커처스와 베른 간의 시간별 서비스 저녁 기차는 커처스에서 인스.